# Шия (Ельский район)
Шия (бел. Шыя) — упразднённая деревня в Валавском сельсовете Ельского района Гомельской области Белоруссии.

## География

### Расположение
В 50 км на юго-запад от Ельска, в 42 км от железнодорожной станции Словечно (на линии Калинковичи — Овруч), в 228 км от Гомеля.

## Гидрография
На юге канал Валавский соединенный с рекой Батывля (приток реки Словечна).

## Транспортная сеть
Транспортные связи по просёлочной, затем автомобильной дороге Стодоличи — Скородное. Деревянные крестьянские усадьбы вдоль короткой меридиональной улицы.

## История
По письменным источникам известна с XIX века как хутор в Мозырском уезде Минской губернии. В 1908 году в Скороднянской волости. В 1931 году жители вступили в колхоз. Во время Великой Отечественной войны в августе 1943 года оккупанты сожгли деревню. В 1959 году в составе совхоза «Валавский» (центр — деревня Валавск).
С 29 ноября 2005 года исключён из данных по учёту административно-территориальных и территориальных единиц.

## Население

### Численность
- 2005 год — жителей нет.

### Динамика
- 1897 год — 3 двора, 31 житель (согласно переписи).
- 1908 год — 5 дворов, 44 жителя.
- 1917 год — 67 жителей.
- 1924 год — 14 дворов, 79 жителей.
- 1940 год — 15 дворов.
- 1959 год — 50 жителей (согласно переписи).
- 2000 год — 5 хозяйств, 7 жителей.
- 2005 год — жителей нет.